# 菊池銀河
菊池 銀河（きくち ぎんが、2002年7月15日 - ）は日本の俳優。身長176cm、体重63.5kg。東京都出身。キューブ所属。C.I.A.のメンバー。

## 人物
実直だがユーモアも存分にある性格。児童劇団｢大きな夢｣出身。特技はテコンドーとサッカー、趣味はギター、歌、サーフィン。

## 出演

### 映画
- 北のカナリアたち（2012年） - 松田勇　役
- 王妃の館（2015年） - オーギュスト 役

### Webドラマ
- ガンダムビルドリアル（2021年） - 中丸太一 役[2]

### テレビドラマ
- 風の峠〜銀漢の賦〜（2015年、NHK総合テレビ） - 三五郎 役
- 水曜ミステリー9 検事・沢木正夫3（2015年8月19日、テレビ東京） - 大嶽 役
- うちの弁護士は手がかかる 第3話（2023年10月27日、フジテレビ） - 音遊人 役
- 家政夫のミタゾノ 第6シリーズ 第6話（2023年11月14日、テレビ朝日） - 直人 役

### テレビ番組
- Eダンスアカデミー（2013年、NHK教育テレビジョン）
- 押忍!!ふんどし部!（2013年、テレビ神奈川）
- 関ジャニの仕分け∞（2015年2月21日、テレビ朝日系列）

### 舞台
- アダムス・ファミリー - パグズリー 役
- ニッポン放送開局70周年記念公演『138億年未満』（2024年11月23日 - 12月8日、本多劇場 / 12月12日 - 16日、サンケイホールブリーゼ）[3]